# Метаморфогенні глинисті породи
Метаморфогенні глинисті породи (рос. метаморфогенные глинистые породы, англ. metamorphogenic clay rock; нім. metamorphogene Ton-, Lehmgesteine n pl) — гірські породи початкових стадій метаморфізму осадових глинистих порід, утворені внаслідок різних фізико-хімічних факторів (аргіліти, глинисті сланці).